# 長跑長有
長跑長有，是日本現役純種競賽馬匹。目前主要勝利有2025年小倉大賞典及讀賣盃。

## 出賽前
2018年2月9日出生於北海道千歲市社台牧場，成長途中於拍賣會上被馬主梅澤明以1836萬日圓購入，其後交由美浦訓練中心練馬師和田勇介訓練。

## 競賽生涯

### 2歲
2020年11月29日出戰東京競馬場2歲新馬戰，保持在先頭位置下於彎道處逐步後退，最終以第十大敗。

### 3歲
2021年年初轉戰泥地，出戰3歲未勝利戰，採用居中戰術下從中團靠後位置徐徐以上，最終成功在直路轟出不俗的末腳取得首勝。
其後於上半年時間主要出戰班賽，於三場賽事中取得一勝的戰績。
7月14日前往地方出戰日本泥地打吡，然而一直在後方位置無法突圍之下在直路未能加速，最終以第十的戰績完賽。
其後選擇返回班賽，但於其中再度跑獲第七的戰績。

### 4歲
2022年於休養途中被施以閹割手術後，在2月復出出戰4歲以上兩捷馬戰，最終取得第十一的戰績，在3月的另一場4歲以上兩捷馬戰中亦未能順利加速，最終以第十六大敗。
由於未能在泥地上做出突破，陣營決定安排其返回草地並出戰三木特別。比賽開始後，其隨即衝前搶佔先行位置，沿途一直守在第三下在直路順利突圍衝出，最終以鼻位壓贏對手取勝。
其後出戰彩虹錦標，重拾居中戰術下留守在第十左右的位置，於直路抽出大外檔加速，在跑出不俗末腳速度的情況下成功超越前方對手，以連勝的姿態晉級公開組。
12月出戰表列賽十二月錦標，繼續以居中戰術展開賽事下無法在直路縮窄和前方距離，最終以第五落敗。

### 5歲
2023年首戰選擇為小倉大賞典，保持在約莫第六、七附近的中團位置下在直路嘗試衝前威脅對手，但最終衝勢未如理想下僅跑獲第四的戰績。
其後出戰福島民報盃雖然保住第六的戰績，但在5月出戰新潟大賞典以第十一落敗，在夏季以函館紀念作為目標更跑獲第十六的慘烈戰績。
進入秋季後，其以產經賞作為起動戰，但後上不及下以第八落敗，11月出戰仙女座錦標亦被對手拉開取得第五。
年末再度挑戰十二月錦標，本次比賽留守在中後方第十二的位置，於比賽途中一直維持於遮擋狀態下在直路開始衝刺，最終在外檔跑出優勢下成功迫近對手，並於最後一步壓贏透出的美岸景色取得勝利。

### 6歲
2024年首戰繼續為小倉大賞典，保持在第十的位置下於彎道處開始望空尋找加速位置，在直路上於外檔位置展開不俗的衝刺下逐步迫近前方對手，可惜仍然未能超越佔據優勢的神威大顯，最終以1馬位被對手擊敗。
其後出戰福島民報盃並取得第一人氣，然而結果大熱倒灶下以第八落敗，於中京紀念中再度採取留後戰術，最終因後上不及以第四落敗。
休養過後在10月復出出戰仙后座錦標，比賽初段一直保持在隊伍最後方的位置，在直路上嘗試加速衝前，但仍然被前方的紙牌女王及Today Is the Day壓制，最終以第三完賽。
年末以十二月錦標作為目標並尋求連霸，但在直路上未有明顯的衝勢下一直保持在後方，最終跑獲第八的戰績。

### 7歲
2025年連續三年挑戰小倉大賞典，比賽途中再度留守在尾三的位置等待時機，於第三、四彎道處開始抽出外檔望空。進入直路後，其於外檔位置猛烈加速蠶食前方對手，最終成功在最後關頭超越領先的Shonan Addeybb取得首個分級賽冠軍。
4月27日緊接挑戰讀賣盃，仍然採用較為後置的戰術下在第六、七左右的位置推進，於彎道處逐步望空準備發力。進入直路後，其待先頭集團稍為力弱下開始加速追擊，最終跑出不俗的速度下超越所有對手，同時力拒後方的花海爭榮，達成分級賽連勝。
其後以優先出賽權形式出戰安田紀念，在外檔位置起步下迅速衝前，進佔外疊先頭位置並於對面中段直路逐步發力，但隨後稍為放慢速度。進入直路後，其在中檔位置嘗試透出，但最終一直未能提速下墮後，以第十三落敗。

### 詳細賽績
| 日期       | 舉辦國家 | 馬場 | 距離   | 級別 | 賽事名稱        | 負重     | 騎師 | 馬號 | 出馬 | 名次 | 時間   | 頭馬（二馬）       |
| ---------- | -------- | ---- | ------ | ---- | --------------- | -------- | ---- | ---- | ---- | ---- | ------ | ------------------ |
| 19/11/2020 | 日本     | 東京 | 草1800 |      | 2歲新馬         | 橫山典弘 | 55   | 7    | 13   | 10   | 1:51.8 | A Big Cheer        |
| 5/1/2021   | 日本     | 中山 | 泥1800 |      | 3歲未勝利       | 大野拓彌 | 56   | 16   | 16   | 1    | 1:56.5 | （American Yell）  |
| 14/3/2021  | 日本     | 中山 | 泥1800 |      | 3歲一捷馬戰     | 北村宏司 | 56   | 9    | 16   | 7    | 1:54.4 | Diluculum          |
| 11/4/2021  | 日本     | 中山 | 泥1800 |      | 3歲一捷馬戰     | 大野拓彌 | 56   | 1    | 9    | 1    | 1:55.1 | （Kitano Ryu O）   |
| 13/6/2021  | 日本     | 東京 | 泥2100 |      | 八王子特別      | 大野拓彌 | 54   | 11   | 16   | 14   | 2:15.0 | 力大無比           |
| 14/7/2021  | 日本     | 大井 | 泥2000 | JpnI | 日本泥地打吡    | 大野拓彌 | 56   | 8    | 13   | 9    | 2:07.2 | Castle Top         |
| 3/10/2021  | 日本     | 中山 | 泥1800 |      | 3歲以上兩捷馬戰 | 大野拓彌 | 55   | 5    | 16   | 7    | 1:53.6 | 新角色             |
| 27/2/2022  | 日本     | 中山 | 泥1800 |      | 4歲以上兩捷馬戰 | 大野拓彌 | 56   | 11   | 15   | 11   | 1:57.4 | Roncone            |
| 26/3/2022  | 日本     | 中山 | 泥1800 |      | 4歲以上兩捷馬戰 | 大野拓彌 | 57   | 4    | 16   | 16   | 1:58.3 | Shrewd Eyes        |
| 19/6/2022  | 日本     | 阪神 | 草1800 |      | 三木特別        | 荻野極   | 57   | 6    | 11   | 1    | 1:46.4 | （Van Ruler）      |
| 19/9/2022  | 日本     | 中山 | 草1800 |      | 彩虹錦標        | 丹内祐次 | 54   | 12   | 15   | 1    | 1:49.9 | （Anagosan）       |
| 18/12/2022 | 日本     | 中山 | 草1800 | L    | 十二月錦標      | 丹内祐次 | 56   | 12   | 16   | 5    | 1:48.6 | Shonan Magma       |
| 19/2/2023  | 日本     | 小倉 | 草1800 | GIII | 小倉大賞典      | 丹内祐次 | 55   | 14   | 16   | 4    | 1:49.9 | 金榜冠軍           |
| 16/4/2023  | 日本     | 福島 | 草2000 | L    | 福島民報盃      | 丹内祐次 | 55   | 9    | 14   | 6    | 2:02.3 | Curren Leciel Bleu |
| 7/5/2023   | 日本     | 新潟 | 草2000 | GIII | 新潟大賞典      | 勝浦正樹 | 55   | 9    | 16   | 11   | 2:06.6 | 空手道             |
| 16/7/2023  | 日本     | 函館 | 草2000 | GIII | 函館紀念        | 勝浦正樹 | 55   | 6    | 16   | 15   | 2:05.0 | 利森名園           |
| 24/9/2023  | 日本     | 中山 | 草2200 | GII  | 產經賞          | 丹内祐次 | 57   | 1    | 15   | 8    | 2:12.7 | 利森名園           |
| 18/11/2023 | 日本     | 京都 | 草2000 | L    | 仙女座錦標      | 岩田康誠 | 55   | 8    | 16   | 5    | 1:59.8 | 大怪奇             |
| 17/12/2023 | 日本     | 中山 | 草1800 | L    | 十二月錦標      | 丹内祐次 | 57   | 13   | 13   | 1    | 1:47.8 | （美岸景色）       |
| 28/2/2024  | 日本     | 小倉 | 草1800 | GIII | 小倉大賞典      | 丹内祐次 | 57   | 11   | 15   | 2    | 1:45.3 | 神威大顯           |
| 14/4/2024  | 日本     | 福島 | 草2000 | L    | 福島民報盃      | 丹内祐次 | 57   | 8    | 16   | 8    | 1:59.3 | 重整思想           |
| 21/7/2024  | 日本     | 小倉 | 草1800 | GIII | 中京紀念        | 松山弘平 | 57   | 14   | 14   | 4    | 1:47.4 | 爽爽海風           |
| 27/10/2024 | 日本     | 京都 | 草1800 | L    | 仙后座錦標      | 藤岡佑介 | 59   | 4    | 18   | 3    | 1:45.1 | 紙牌女王           |
| 15/12/2024 | 日本     | 中山 | 草1800 | L    | 十二月錦標      | 丹内祐次 | 59   | 15   | 16   | 8    | 1:46.0 | 潛心鍛鍊           |
| 23/2/2025  | 日本     | 小倉 | 草1800 | GIII | 小倉大賞典      | 丹内祐次 | 57   | 2    | 13   | 1    | 1:46.1 | （Shonan Addeybb） |
| 27/4/2025  | 日本     | 京都 | 草1600 | GII  | 讀賣盃          | 岩田康誠 | 57   | 10   | 10   | 1    | 1:31.7 | （花海爭榮）       |
| 8/6/2025   | 日本     | 東京 | 草1600 | GI   | 安田紀念        | 岩田康誠 | 58   | 12   | 18   | 13   | 1:33.7 | 遠觀天象           |

## 血統簡介
父系比薩勝駒為日本賽駒，生涯戰績優秀，曾勝出皋月賞及有馬紀念，亦為首匹勝出杜拜世界盃的日本賽駒。祖父新宇宙亦是日本賽駒，生涯戰績優秀，曾於2003年奪得皋月賞及日本打吡冠軍，退役後配種成績亦不俗。
母系Notte Bianca為法國賽駒，生涯雖僅得一勝，但曾於一級賽聖格盧準則大賽跑獲季軍。外祖父Kendargent亦是法國賽駒，生涯勝出兩場賽事，曾於三級賽保羅穆莎錦標取得第二。

### 血統表
| 父線：週日寧靜系（Halo系）           |                                  |                |               |
| 種馬 比薩勝駒 2007年（深棗色）       | 新宇宙 2000年（棗色）            | 週日寧靜       | Halo          |
| 種馬 比薩勝駒 2007年（深棗色）       | 新宇宙 2000年（棗色）            | 週日寧靜       | Wishing Well  |
| 種馬 比薩勝駒 2007年（深棗色）       | 新宇宙 2000年（棗色）            | Pointed Path   | 基斯          |
| 種馬 比薩勝駒 2007年（深棗色）       | 新宇宙 2000年（棗色）            | Pointed Path   | Silken Way    |
| 種馬 比薩勝駒 2007年（深棗色）       | Whitewater Affair 1993年（栗色） | Machiavellian  | 淘金者        |
| 種馬 比薩勝駒 2007年（深棗色）       | Whitewater Affair 1993年（栗色） | Machiavellian  | Coup de Folie |
| 種馬 比薩勝駒 2007年（深棗色）       | Whitewater Affair 1993年（栗色） | Much too Risky | Bustino       |
| 種馬 比薩勝駒 2007年（深棗色）       | Whitewater Affair 1993年（栗色） | Much too Risky | Short Rations |
| 繁殖雌馬 Notte Bianca 2013年（棗色） | Kendargent 2003年（灰色）        | Kendor         | Kenmare       |
| 繁殖雌馬 Notte Bianca 2013年（棗色） | Kendargent 2003年（灰色）        | Kendor         | Belle Mecene  |
| 繁殖雌馬 Notte Bianca 2013年（棗色） | Kendargent 2003年（灰色）        | Pax Bella      | Linamix       |
| 繁殖雌馬 Notte Bianca 2013年（棗色） | Kendargent 2003年（灰色）        | Pax Bella      | Palavera      |
| 繁殖雌馬 Notte Bianca 2013年（棗色） | Biancarosa 2007年（棗色）        | 帶來吉利       | Darshaan      |
| 繁殖雌馬 Notte Bianca 2013年（棗色） | Biancarosa 2007年（棗色）        | 帶來吉利       | Daltawa       |
| 繁殖雌馬 Notte Bianca 2013年（棗色） | Biancarosa 2007年（棗色）        | Rosa Di Brema  | Lomitas       |
| 繁殖雌馬 Notte Bianca 2013年（棗色） | Biancarosa 2007年（棗色）        | Rosa Di Brema  | Oshima        |
| 雌系：號族：16-c                     |                                  |                |               |
| 五代內近親交配：Halo 4×5             |                                  |                |               |

## 命名由來
名字Long Run（ロングラン）在田徑運動中，意思為长跑，香港則加以延伸，翻譯為「長跑長有」。

## 外部連結
- 長跑長有 netkeiba.com
- 血統表